# Gary Gaetti
Gary Joseph Gaetti (ur. 19 sierpnia 1958) – amerykański baseballista, który występował na pozycji trzeciobazowego.
Po ukończeniu Northwest Missouri State University, w czerwcu 1979 został wybrany w pierwszej rundzie draftu z numerem 11. przez Minnesota Twins i początkowo grał w klubach farmerskich tego zespołu, w Elizabethton Twins (poziom Triple-A), Wisconsin Rapids Twins (Class A) i Orlando Twins (Double-A). W Major League Baseball zadebiutował 20 września 1981 w meczu przeciwko Texas Rangers, w którym zdobył dwupunktowego home runa w swoim pierwszym podejściu do odbicia. W 1982 w głosowaniu do nagrody AL Rookie of the Year zajął 5. miejsce.
W sezonie 1986 został po raz pierwszy w karierze wyróżniony spośród trzeciobazowych, otrzymując Złotą Rękawicę. Rok później w American League Championship Series, w których Twins mierzyli się z Detroit Tigers, wystąpił we wszystkich pięciu meczach, zanotował średnią 0,300, zaliczył 5 RBI i został wybrany najbardziej wartościowym zawodnikiem tej rywalizacji. W World Series Twins pokonali St. Louis Cardinals 4–3 w serii best-of-seven. W 1988 i 1989 Gaetti był w składzie AL All-Star Team.
W styczniu 1991 został zawodnikiem California Angels, zaś w czerwcu 1993 Kansas City Royals. W sezonie 1995 ustanowił rekord kariery zdobywając 35 home runów, ponadto otrzymał Silver Slugger Award. Grał jeszcze w St. Louis Cardinals, Chicago Cubs i Boston Red Sox, w którym zakończył zawodniczą karierę. W późniejszym okresie był między innymi trenerem pałkarzy w Houston Astros oraz w Durham Bulls, zespole farmerskim Tampa Bay Rays.
| Nagroda/wyróżnienie      | Lata       | Źródło |
| ALCS MVP                 | 1987       | [ 4 ]  |
| 2× All-Star              | 1988, 1989 | [ 1 ]  |
| Zwycięzca w World Series | 1987       | [ 5 ]  |
| 4× Gold Glove Award      | 1986–1989  | [ 1 ]  |
| Silver Slugger Award     | 1995       | [ 1 ]  |